# Vlag van de Nederlandse Kustwacht
De onderscheidingsvlag van de Nederlandse Kustwacht is door de minister van Verkeer en Waterstaat bij beschikking BWBR0013096, "Besluit Onderscheidingsvlag Nederlandse Kustwacht" d.d. 6 december 2001 per 12 december 2002 vastgesteld als onderscheidingsvlag van de Nederlandse Kustwacht.
Deze vlag wordt gevoerd aan boord van de schepen van de Nederlandse Kustwacht en op de walinrichtingen.

## Beschrijving
De vlag wordt als volgt beschreven:
De Onderscheidingsvlag van de Nederlandse Kustwacht bestaat uit drie banen, waarvan de hoogten zich verhouden als 54:10:13, met de kleuren oranje, wit en blauw. Op de oranje baan, bij de broeking, is het embleem van de Nederlandse Kustwacht verbeeld.
Het embleem wordt in hetzelfde document als volgt beschreven:
In een rond schild, bezaaid met blokjes, een leeuw, gekroond met een kroon van drie bladeren en twee parelpunten, in de rechtervoorklauw opgeheven houdend in schuinlinkse stand een zwaard en in de linker- een bundel van zeven pijlen, te samen gebonden met een lint. Het schild is geplaatst op een achtpuntige rozet, gaande over twee schuingekruiste klare ankers en gedekt met de Koninklijke kroon. De blokjes zijn op gelijke onderlinge afstand van elkaar geplaatst, in een gelijkmatige verdeling over het veld. De leeuw heeft een witte staart, voorzien van twee witte kwasten..
Bij het besluit is een tekening bijgevoegd waarop de afmetingen (niet de verhoudingen) in detail waren weergegeven. Te lezen is dat de vlag 225 cm lang en 145 cm hoog is. Opmerkelijk is dat op de tekening de broekingszijde aan de rechterkant van de tekening is geplaatst, wat in de vexillologie ongebruikelijk is. Ook is de term "onderscheidingsvlag" op een ongewone manier gebruikt. Meestal is het gebruik van een dergelijke vlag op personen en functies van toepassing.